# ウィリアム (第2代ソールズベリー伯)
第2代ソールズベリー伯ウィリアム・オブ・ソールズベリー（William of Salisbury, 2nd Earl of Salisbury, ? - 1196年）は、アングロ＝ノルマン貴族。一般的にはソールズベリー伯として知られているが、正式な称号はウィルトシャー伯であり、この称号は1143年頃に皇后マティルダより父パトリックに与えられた。ウィリアム・フィッツパトリック（William FitzPatrick）とも呼ばれた。ソールズベリー伯（ウィルトシャー伯）パトリック・オブ・ソールズベリーとアデル・ド・ポンチューの息子である。

## 生涯
ウィリアムはリチャード1世の戴冠式で金の笏を担いだが、翌年、リチャード1世が神聖ローマ皇帝ハインリヒ6世により捕虜となった際、ウィリアムは当時のモルタン伯ジョン（後のイングランド王ジョン）の側近の一人となった。1194年にはサマセットとドーセットの長官を務めた。1195年、ウィリアムは再びリチャード1世に随伴しノルマンディー遠征に参加し、イングランドに帰国後、ノッティンガムで開かれたリチャード1世の最高評議会の一員となった。ウィリアムは、同年行われたリチャード1世の2度目の戴冠式で国王の天蓋を支えた4人の伯爵の一人であった。

## 結婚と子女
ウィリアムはブルターニュのヴィトレ男爵ロベール3世・ド・ヴィトレの娘エレオノールと結婚したが、ウィリアムは男子を残さずに1196年に亡くなった。ウィリアムの相続人となったのは一人娘エラで、ウィリアムの死後、第3代ソールズベーリー女伯となった。エラはリチャード1世の異母兄弟であるウィリアム・ロングスピーと結婚した。